# Štiavnica (Ipeľ)
Die Štiavnica ist ein 55 km langer Fluss in der Mitte der Slowakei und ein rechter Nebenfluss des Ipeľ.
Der Fluss entspringt in den Schemnitzer Bergen bei Štiavnické Bane und passiert kurz nach der Quelle drei der noch vorhandenen tajchy: Bakomi, Veľká Vindšachta und Evička. Er verläuft weiter östlich durch das Gebiet der Stadt Banská Štiavnica und fließt danach generell Richtung Süden. Nach Banská Štiavnica durchfließt die Štiavnica Orte wie Svätý Anton und Prenčov, bevor sie bei Hontianske Nemce das Hügelland Ipeľská pahorkatina, einen Teil des Donauhügellands, erreicht. Danach erweitert sich das Tal und auf dem Weg gen Süden tangiert der Fluss unter anderem Orte wie Hontianske Tesáre, wo er seinen größten Zufluss, den rechtsufrigen Belujský potok, aufnimmt, und den Kurort Dudince. Er mündet zwischen Hrkovce und Vyškovce nad Ipľom in den Ipeľ, ein paar Kilometer nördlich der Staatsgrenze zu Ungarn.